# Access (音楽ユニット)
access（アクセス）は、キーボーディスト浅倉大介とボーカリスト貴水博之による日本の音楽ユニット。1992年にデビュー。1995年より活動を休止するが2002年に活動再開。所属レーベルはランティス。所属事務所はDarwin（浅倉）、Guan Barl（貴水）。日本ではデジタルシンセを中心に操るトラックメイカーとボーカリストの2人組スタイルの先駆けとなった。また、楽曲構成やセンスなどで、日本のアニメソングの制作スタイルにも影響を与えている。

## メンバー
特記を除き、出典はオフィシャルウェブサイトの「PROFILE」。
| 名前                      | 担当       | 生年月日              | 出身地      |
| ------------------------- | ---------- | --------------------- | ----------- |
| 浅倉 大介 DAISUKE ASAKURA | キーボード | 1967年11月4日（57歳） | 日本 東京都 |
| 貴水 博之 HIROYUKI TAKAMI | ボーカル   | 1969年6月3日（55歳）  | 日本 埼玉県 |

## ユニット名の由来
音楽を通じてファンと接触したいという気持ちと、コンピュータ用語のアクセスをかけあわせた名前。「英語のワンワードでコンピュータに関連した名前」という浅倉の意向に合ったこともありaccessと命名された。50音でもアルファベットでも一番先頭にきやすいというのも理由の1つ。略表記は「AXS」であり、作詞・作曲・編曲の名義としても用いられる。

## 来歴

### 結成〜活動休止
1992年
- 7月頃、浅倉大介の2ndアルバム『D-Trick』にゲストボーカリストとして貴水博之が参加。ユニットを結成する。
- 9月29日、浅倉大介のライブ「Day-Trick」日本教育会館公演にゲスト出演。
- 11月25日、ライブ「Virgin Emotion〜Start On access 1125〜」（原宿ルイード）を行う。
- 11月26日、1stシングル『Virgin Emotion』をリリース（オリコン最高位40位）。

1993年
- 1月25日、2ndシングル『JEWELRY ANGEL』をリリース（オリコン最高位14位）。
- 2月25日、1stアルバム『FAST ACCESS』をリリース（オリコン最高位2位）。
- 3月20日〜4月12日、ライブツアー「FAST ACCESS TOUR '93」（8都市8公演）を行う。
- 5月26日、3rdシングル『NAKED DESIRE』をリリース（オリコン最高位3位）。
- 8月5日、ライブイベント「TEEN'S MUSIC FESTIVAL」（中野サンプラザ）に出演。
- 8月9日〜28日、ライブイベント「Racy Rockfes」（3都市3公演）に出演。
- 8月25日、4thシングル『MOONSHINE DANCE』をリリース（オリコン最高位4位）。
- 9月22日、2ndアルバム『ACCESS II』をリリース（オリコン最高位2位）。
- 10月18日〜12月28日、ライブツアー「SYNC-ACROSS JAPAN TOUR '93 ACCESS TO SECOND」（21都市24公演）を行う。
- 11月1日、メジャーデビューから1年未満で上記ツアー中に日本武道館で初公演。
- 12月8日、5thシングル『TRY AGAIN』をリリース（オリコン最高位5位）。
- 12月31日、『ACCESS II』で日本レコード大賞ベストアルバム賞を受賞。

1994年
- 1月26日、6thシングル『夢を見たいから』をリリース（オリコン最高位3位）。
- 4月27日、7thシングル『MISTY HEARTBREAK』をリリース（オリコン最高位2位）。
- 5月8日、1stリミックスシングル『MISTY HEARTBREAK Re-SYNC STYLE』をリリース（オリコン最高位12位）。
- 5月25日、3rdアルバム『DELICATE PLANET』（オリコン最高位1位）、8thシングル『SWEET SILENCE』（オリコン最高位5位）をリリース。
- 6月2日〜9月2日、ライブツアー「SYNC-ACROSS JAPAN TOUR '94 DELICATE PLANET」（35都市39公演）を行う。
- 8月19日、9thシングル『DRASTIC MERMAID』をリリース（オリコン最高位3位）。
- 8月25日、2ndリミックスシングル『DRASTIC MERMAID Re-SYNC STYLE』をリリース（オリコン最高位12位）。
- 10月19日、10thシングル『SCANDALOUS BLUE』をリリース（オリコン最高位3位）。
- 11月2日、3rdリミックスシングル『SCANDALOUS BLUE Re-SYNC STYLE』をリリース（オリコン最高位10位）。
- 12月7日、11thシングル『TEAR'S LIBERATION』をリリース（オリコン最高位3位）。
- 12月12日〜19日、ライブツアー「SYNC-ACROSS JAPAN TOUR '94 DELICATE PLANET ARENA STYLE」（3都市6公演）を行う。
- 12月14日、4thリミックスシングル『TEAR'S LIBERATION Re-SYNC STYLE』をリリース（オリコン最高位19位）。
- 12月31日、『SCANDALOUS BLUE』で第45回NHK紅白歌合戦に出場。

1995年
- 1月1日、活動休止を発表。
- 3月15日、ライブアルバム『LIVE ZEROS SYNC-ACROSS JAPAN TOUR '93-'94』（オリコン最高位4位）、『LIVE ONES SYNC-ACROSS JAPAN TOUR '93-'94』（オリコン最高位5位）をリリース。
- 4月7日、NHKポップジャム出演回が放送、その場で互いのソロ活動宣言をし「COSMIC RUNAWAY」を披露。これがaccessとして活動休止前最後のテレビ出演となった。
- 10月1日、ベストアルバム『AXS SINGLE TRACKS』（オリコン最高位6位）をリリース。

### 活動再開〜現在
2001年
- 12月22日、活動再開を発表。

2002年
- 1月23日、12thシングル『Only the love survive』をリリース（オリコン最高位3位）。
- 2月27日、13thシングル『EDGE』をリリース（オリコン最高位7位）。
- 3月20日、4thアルバム『CROSSBRIDGE』をリリース（オリコン最高位6位）。
- 4月23日〜5月26日、ライブツアー「access TOUR 2002 CROSSBRIDGE」（7都市11公演）を行う。
- 8月27日・28日、ライブ「access LIVE SYNC -ACROSS 2002“SUMMER STYLE”」（日本武道館）を行う。

2003年
- 2月5日、5thアルバム『Rippin' GHOST』をリリース（オリコン最高位11位）。
- 2月19日、14thシングル『REAL AT NIGHT 〜眠れぬ夜の向こうに〜』をリリース（オリコン最高位42位）。
- 4月4日〜6月1日、ライブツアー「access TOUR 2003 -Livin' GHOST-」（11都市15公演）を行う。
- 4月9日、リミックスアルバム『Re-sync GHOST』をリリース（オリコン最高位34位）。
- 12月31日、ライブイベント「NACK5 15th ANNIVERSARY COUNTDOWN LIVE 〜NEXT STAGE〜」（大宮ソニックシティ）に出演。

2004年
- 12月31日、ライブイベント「NACK5 SUPER COUNTDOWN LIVE 2005 〜Challenge For Future〜」（大宮ソニックシティ）に出演。

2005年
- 7月1日〜10日、ライブツアー「access TOUR 2005 -CATCH THE SUMMER-」（4都市6公演）を行う。
- 7月30日〜8月20日、ライブツアー「access JOINT 2005 -FILM, TALK & LIVE EVENT-」（6都市6公演）を行う。
- 12月31日、ライブイベント「NACK5 SUPER COUNTDOWN LIVE 2006 〜Challenge For Future〜」（大宮ソニックシティ）に出演。

2006年
- 4月5日〜21日、ライブツアー「access TOUR 2006 -"blanc" and "rouge"-」（4都市6公演）を行う。
- 9月1日〜8日、ライブイベント「DEEP SUMMER! BEAT SUMMIT!」（3都市3公演）に出演。

2007年
- 1月31日、ミニアルバム『diamond cycle』をリリース（オリコン最高位13位）。
- 2月3日〜3月7日、ライブツアー「access TOUR 2007 -diamond cycle-」（5都市7公演）を行う。
- 6月7日・8日、TM NETWORKのライブツアー「SPIN OFF from TM 2007 -tribute LIVE III」NHKホール公演にゲスト出演。
- 7月4日、6thアルバム『binary engine』をリリース（オリコン最高位15位）。
- 7月6日〜9月10日、ライブツアー「access TOUR 2007 -binary engine-」（9都市11公演）を行う。
- 7月18日、15thシングル『瞳ノ翼』をリリース（オリコン最高位28位）。
- 10月31日、16thシングル『Doubt & Trust 〜ダウト&トラスト〜』をリリース（オリコン最高位11位）。
- 11月21日、ベストアルバム『access Best Selection』をリリース（オリコン最高位14位）。
- 11月23日・24日、ライブ「access 15th Anniversary in Naeba」（苗場プリンスホテル）を行う。

2008年
- 5月17日、ライブイベント「PATi★Night Episode 01」（TOKYO DOME CITY HALL）に出演。
- 7月12日〜8月4日、ライブツアー「access TOUR 2008 〜We are access〜」（4都市6公演）を行う。
- 8月16日・17日、ライブイベント「GUNDAM00 × CODE GEASS GO!GO!5 FES '08 in 武道館」（日本武道館）に出演。
- 8月27日、17thシングル『Dream Runner』をリリース（オリコン最高位24位）。

2009年
- 7月25日〜8月21日、ライブツアー「access TOUR 2009 〜SUMMER STYLE〜」（4都市6公演）を行う。
- 9月13日、ライブイベント「PATi-PATi Thanks 25」（幕張メッセ イベントホール）に出演。
- 9月27日、ライブイベント「Think the water,Feel the music LIVE for LOVE we support Water Aid」（横浜スタジアム）に出演。

2010年
- 7月28日、18thシングル『Higher Than Dark Sky』をリリース（オリコン最高位10位）。
- 7月31日〜8月29日、ライブツアー「access TOUR 2010 〜STREAM〜」（4都市6公演）を行う。

2011年
- 1月1日、ライブ「access TALK AND LIVE 2011」（Zepp Tokyo）を行う。
- 5月14日、配信限定シングル『CATCH THE RAINBOW 2011（Pray For Japan Version）』をリリース。
- 8月3日、19thシングル『Share The Love』をリリース（オリコン最高位14位）。
- 8月6日〜28日、ライブツアー「access TOUR 2011 OPERATION CONNECT」（4都市6公演）を行う。
- 12月31日、ライブ「encore of "OPERATION CONNECT"」（中野サンプラザ）、「access COUNTDOWN LIVE 2011〜2012」（中野サンプラザ）を行う。

2012年
- 3月11日〜4月5日、ライブツアー「access 20th Anniversary CLUB TOUR 2012 minimum CLUSTER」（7都市10公演）を行う。
- 4月4日、20thシングル『Wild Butterfly』をリリース（オリコン最高位13位）。
- 7月11日、21stシングル『Bet〜追憶のRoulette〜』をリリース（オリコン最高位21位）。
- 7月14日〜8月24日、ライブツアー「access 20th Anniversary TOUR 2012 MEGA cluster」（4都市6公演）を行う。
- 8月22日、7thアルバム『Secret Cluster』をリリース（オリコン最高位12位）。
- 11月25日・26日、ライブ「access Special Live Event 20th Anniversary Party」（舞浜アンフィシアター）を行う。
- 12月5日、リミックスアルバム『Re-Sync Cluster』をリリース（オリコン最高位44位）。
- 12月22日・23日、ライブ「access 20th Anniversary Christmas in Naeba」（苗場プリンスホテル）を行う。

2013年
- 5月8日、22ndシングル『永遠dive』をリリース（オリコン最高位12位）。
- 5月8日〜6月1日、ライブツアー「access TOUR 2013 永遠dive」（9都市11公演）を行う。
- 7月17日、23rdシングル『JOY TRAIN』をリリース（オリコン最高位17位）。
- 7月20日〜8月24日、ライブツアー「access TOUR 2013 SUMMERDIVE」（4都市6公演）を行う。
- 12月31日、ライブ「access Fan Party」（舞浜アンフィシアター）、「access COUNTDOWN LIVE 2013〜2014」（舞浜アンフィシアター）を行う。

2014年
- 4月6日〜5月8日、ライブツアー「access TOUR 2014 S」（9都市10公演）を行う。
- 7月6日、ライブイベント「PATi★Night Episode 11 〜Thanks 30〜」（中野サンプラザ）に出演。
- 7月9日、24thシングル『Vertical Innocence』（オリコン最高位10位）をリリース。
- 7月12日〜8月24日、ライブツアー「access TOUR 2014 Vertical Innocence」（4都市6公演）を行う。

2015年
- 4月8日、25thシングル『IZASUSUME!』（オリコン最高位19位）をリリース。
- 4月11日〜5月21日、ライブツアー「access ELECTRIC NIGHT 2015」（9都市11公演）を行う。
- 10月3日〜12月31日、ライブツアー「access TOUR 2015 Glamloid」（7都市7公演）を行う。
- 10月21日、26thシングル『Winter Ring Affair』（オリコン最高位13位）をリリース。

2016年
- 4月10日〜5月29日、ライブツアー「access ELECTRIC NIGHT 2016」（10都市12公演）を行う。
- 10月8日、浅倉大介のライブ「DA METAVERSE 2016 quarter point」東京国際フォーラム公演にゲスト出演。
- 10月29日〜12月25日、ライブツアー「access TOUR 2016 24SYNC」（6都市8公演）を行う。
- 11月23日、27thシングル『24sync』（オリコン最高位26位）をリリース。

2017年
- 4月9日〜9月3日、ライブツアー「access 25th Anniversary ELECTRIC NIGHT 2017」（11都市12公演）を行う。
- 5月24日、28thシングル『Knock beautiful smile』（オリコン最高位10位）をリリース。
- 9月13日、ベストアルバム『access BEST 〜double decades + half〜』（オリコン最高位12位）をリリース。
- 9月16日〜10月1日、ライブツアー「access 25th Anniversary TOUR 2017 double decades + half」（4都市4公演）を行う。
- 11月25日・26日、ライブ「access 25th Anniversary double decades + half Special SYNC LIVE 1125/1126」（舞浜アンフィシアター）を行う。
- 12月20日、8thアルバム『Heart Mining』（オリコン最高位22位）をリリース[6]。
- 12月23日・24日、ライブ「access 25th Anniversary Christmas in Naeba」（苗場プリンスホテル）を行う。

2018年
- 3月31日〜6月3日、ライブツアー「access ELECTRIC NIGHT 2018」（10都市12公演）を行う。
- 6月30日〜7月27日、TRFとのジョイントライブ「access × TRF 〜25th Anniversary Joint Live〜」（2都市2公演）を行う。
- 12月1日〜24日、ライブツアー「access TOUR 2018 Heart Mining」（5都市6公演）を行う。

2019年
- 3月17日、配信限定シングル『Grateful Circle』をリリース[7]。
- 3月30日〜5月26日、ライブツアー「access ELECTRIC NIGHT 2019」（11都市13公演）を行う。
- 10月13日〜12月31日、ライブツアー「access TOUR 2019 sync parade」（6都市7公演）を行う[8]。

2020年
- 4月24日、配信限定シングル『Sync Parade 2020』をリリース。
- 6月11日、配信限定シングル『Virgin Emotion DTC MIX ver.2020』をリリース。
- 10月10日〜12月18日、ライブツアー「access 2020 LIMITED CONCERT SYNC-STR」（8都市8公演）を行う。

2021年
- 1月8日〜3月2日、ライブツアー「access ELECTRIC NIGHT 2020」（11都市25公演）を行う。
- 5月23日〜7月15日、ライブツアー「access ELECTRIC NIGHT 2021」（5都市7公演）を行う。

2022年
- 4月9日〜6月11日、ライブツアー「access 30th Anniversary ELECTRIC NIGHT 2022」（10都市13公演）を行う。
- 11月5日～12月17日、ライブツアー「access 30th Anniversary TOUR 2022 primitive heart」（5都市6公演）を行う。

2023年
- 4月1日〜6月17日、ライブツアー「access ELECTRIC NIGHT 2023」（12都市14公演）を行う[9]。
- 11月8日、4thアルバム『CROSSBRIDGE』と5thアルバム『Rippin' GHOST』のリマスター盤を発売[10]。また、ツアー「access TOUR 2023 ULT」にて、会場限定シングルとして「primitive heart」を販売、うち「primitive heart with Fans」「Glory love」の2曲を、同月12日よりデジタルシングルとして配信。
- 11月12日～12月22日、ライブツアー「access TOUR 2023 ULT」（5都市5公演）を行う[10]。

2024年
- 3月13日、これまで未配信であった17thシングル「Dream Runner」までのシングルと、2007年リリースのミニ・アルバム『diamond cycle』を配信開始[11]。
- 4月20日～6月22日、ライブツアー「access ELECTRIC NIGHT 2024」（12都市13公演）を行う[12]。
- 5月31日、7月6日スタートのウルトラマン新シリーズ『ウルトラマンアーク』のオープニング主題歌を、accessが担当することを発表。楽曲は「arc jump'n to the sky」で、ランティスより発売[13][14][15]。
- 10月22日、ランティス公式YouTubeチャンネルにて配信中の「arc jump'n to the sky」のPVが100万再生を突破した[16]。

## ディスコグラフィ
レコード会社は以下の表記とする。
- （F）…ファンハウス
- （A）…アンティノスレコード
- （S）…ソニー・ミュージックアソシエイテッドレコーズ
- （D）…ダーウィンレコード
- （L）…ランティス

### シングル
|      | 発売日         | タイトル                             | 楽曲制作                                       | 最高位 | 備考  |
| ---- | -------------- | ------------------------------------ | ---------------------------------------------- | ------ | ----- |
| 1st  | 1992年11月26日 | Virgin Emotion                       | 作詞：貴水博之 作曲：浅倉大介 編曲：浅倉大介   | 40位   | （F） |
| 2nd  | 1993年1月25日  | JEWELRY ANGEL                        | 作詞：貴水博之 作曲：浅倉大介 編曲：浅倉大介   | 14位   | （F） |
| 3rd  | 1993年5月26日  | NAKED DESIRE                         | 作詞：貴水博之 作曲：浅倉大介 編曲：浅倉大介   | 3位    | （F） |
| 4th  | 1993年8月25日  | MOONSHINE DANCE                      | 作詞：貴水博之 作曲：浅倉大介 編曲：浅倉大介   | 4位    | （F） |
| 5th  | 1993年12月8日  | TRY AGAIN                            | 作詞：井上秋緒 作曲：浅倉大介 編曲：浅倉大介   | 5位    | （F） |
| 6th  | 1994年1月26日  | 夢を見たいから                       | 作詞：貴水博之 作曲：浅倉大介 編曲：浅倉大介   | 3位    | （F） |
| 7th  | 1994年4月27日  | MISTY HEARTBREAK                     | 作詞：貴水博之 作曲：浅倉大介 編曲：浅倉大介   | 2位    | （F） |
| 8th  | 1994年5月25日  | SWEET SILENCE                        | 作詞：井上秋緒 作曲：浅倉大介 編曲：浅倉大介   | 5位    | （F） |
| 9th  | 1994年8月19日  | DRASTIC MERMAID                      | 作詞：井上秋緒 作曲：浅倉大介 編曲：浅倉大介   | 3位    | （F） |
| 10th | 1994年10月19日 | SCANDALOUS BLUE                      | 作詞：井上秋緒 作曲：浅倉大介 編曲：浅倉大介   | 3位    | （F） |
| 11th | 1994年12月7日  | TEAR'S LIBERATION                    | 作詞：井上秋緒 作曲：浅倉大介 編曲：浅倉大介   | 3位    | （F） |
| 12th | 2002年1月23日  | Only the love survive                | 作詞：井上秋緒 作曲：浅倉大介 編曲：浅倉大介   | 3位    | （A） |
| 13th | 2002年2月27日  | EDGE                                 | 作詞：貴水博之 作曲：浅倉大介 編曲：浅倉大介   | 7位    | （A） |
| 14th | 2003年2月19日  | REAL AT NIGHT 〜眠れぬ夜の向こうに〜 | 作詞：貴水博之 作曲：浅倉大介 編曲：浅倉大介   | 42位   | （A） |
| 15th | 2007年7月18日  | 瞳ノ翼                               | 作詞：井上秋緒 作曲：浅倉大介 編曲：浅倉大介   | 28位   | （S） |
| 16th | 2007年10月31日 | Doubt & Trust 〜ダウト&トラスト〜    | 作詞：井上秋緒 作曲：浅倉大介 編曲：浅倉大介   | 11位   | （S） |
| 17th | 2008年8月27日  | Dream Runner                         | 作詞：貴水博之 作曲：浅倉大介 編曲：浅倉大介   | 24位   | （S） |
| 18th | 2010年7月28日  | Higher Than Dark Sky                 | 作詞：小室みつ子 作曲：浅倉大介 編曲：浅倉大介 | 10位   | （D） |
| 19th | 2011年8月3日   | Share The Love                       | 作詞：貴水博之 作曲：浅倉大介 編曲：浅倉大介   | 14位   | （D） |
| 20th | 2012年4月4日   | Wild Butterfly                       | 作詞：貴水博之 作曲：浅倉大介 編曲：浅倉大介   | 13位   | （D） |
| 21st | 2012年7月11日  | Bet〜追憶のRoulette〜                | 作詞：貴水博之 作曲：浅倉大介 編曲：浅倉大介   | 21位   | （D） |
| 22nd | 2013年5月8日   | 永遠dive                             | 作詞：貴水博之 作曲：浅倉大介 編曲：浅倉大介   | 12位   | （D） |
| 23rd | 2013年7月17日  | JOY TRAIN                            | 作詞：貴水博之 作曲：浅倉大介 編曲：浅倉大介   | 17位   | （D） |
| 24th | 2014年7月9日   | Vertical Innocence                   | 作詞：貴水博之 作曲：浅倉大介 編曲：浅倉大介   | 10位   | （D） |
| 25th | 2015年4月8日   | IZASUSUME!                           | 作詞：貴水博之 作曲：浅倉大介 編曲：浅倉大介   | 19位   | （D） |
| 26th | 2015年10月21日 | Winter Ring Affair                   | 作詞：貴水博之 作曲：浅倉大介 編曲：浅倉大介   | 13位   | （D） |
| 27th | 2016年11月23日 | 24sync                               | 作詞：貴水博之 作曲：浅倉大介 編曲：浅倉大介   | 26位   | （D） |
| 28th | 2017年5月24日  | Knock beautiful smile                | 作詞：貴水博之 作曲：浅倉大介 編曲：浅倉大介   | 10位   | （S） |
| 29th | 2024年7月21日  | arc jump'n to the sky                | 作詞：貴水博之 作曲：浅倉大介 編曲：浅倉大介   | 17位   | （L） |

リミックスシングル
|     | 発売日         | タイトル                        | 最高位 | 備考  |
| --- | -------------- | ------------------------------- | ------ | ----- |
| 1st | 1994年5月8日   | MISTY HEARTBREAK Re-SYNC STYLE  | 12位   | （F） |
| 2nd | 1994年8月25日  | DRASTIC MERMAID Re-SYNC STYLE   | 12位   | （F） |
| 3rd | 1994年11月2日  | SCANDALOUS BLUE Re-SYNC STYLE   | 10位   | （F） |
| 4th | 1994年12月14日 | TEAR'S LIBERATION Re-SYNC STYLE | 19位   | （F） |

会場限定シングル
| 発売日        | タイトル        | 備考  |
| ------------- | --------------- | ----- |
| 2023年11月8日 | primitive heart | （D） |

配信限定シングル
| 発売日         | タイトル                                         | 備考  |
| -------------- | ------------------------------------------------ | ----- |
| 2011年5月14日  | CATCH THE RAINBOW 2011（Pray For Japan Version） | （D） |
| 2019年3月17日  | Grateful Circle                                  | （D） |
| 2020年4月24日  | Sync Parade 2020                                 | （D） |
| 2020年6月11日  | Virgin Emotion DTC MIX ver.2020                  | （D） |
| 2022年11月5日  | 新曲M-1                                          | （D） |
| 2022年11月5日  | 新曲M-2                                          | （D） |
| 2023年11月12日 | primitive heart with Fans/Glory love             | （D） |

### アルバム
|     | 発売日         | タイトル                           | 最高位 | 備考  |
| --- | -------------- | ---------------------------------- | ------ | ----- |
| 1st | 1993年2月25日  | FAST ACCESS                        | 2位    | （F） |
| 2nd | 1993年9月22日  | ACCESS II                          | 2位    | （F） |
| 3rd | 1994年5月25日  | DELICATE PLANET                    | 1位    | （F） |
| 4th | 2002年3月20日  | CROSSBRIDGE                        | 6位    | （A） |
| 4th | 2023年11月8日  | CROSSBRIDGE -Remastered Edition-   | 46位   | （S） |
| 5th | 2003年2月5日   | Rippin' GHOST                      | 11位   | （A） |
| 5th | 2023年11月8日  | Rippin' GHOST -Remastered Edition- | 50位   | （S） |
| 6th | 2007年7月4日   | binary engine                      | 15位   | （S） |
| 7th | 2012年8月22日  | Secret Cluster                     | 12位   | （D） |
| 8th | 2017年12月20日 | Heart Mining                       | 22位   | （S） |

ミニアルバム
| 発売日        | タイトル      | 最高位 | 備考  |
| ------------- | ------------- | ------ | ----- |
| 2007年1月31日 | diamond cycle | 13位   | （S） |

ベストアルバム
| 発売日         | タイトル                               | 最高位 | 備考  |
| -------------- | -------------------------------------- | ------ | ----- |
| 1995年10月1日  | AXS SINGLE TRACKS                      | 6位    | （F） |
| 1998年6月24日  | SEQUENCE MEDITATION 〜超電導思考回路〜 | 57位   | （F） |
| 2007年11月21日 | access Best Selection                  | 14位   | （S） |
| 2017年9月13日  | access BEST 〜double decades + half〜  | 12位   | （S） |

リミックスアルバム
| 発売日        | タイトル              | 最高位 | 備考  |
| ------------- | --------------------- | ------ | ----- |
| 1996年3月25日 | AXS REMIX BEST TRACKS | 16位   | （F） |
| 2003年4月9日  | Re-sync GHOST         | 34位   | （A） |
| 2012年12月5日 | Re-Sync Cluster       | 44位   | （D） |

ライブアルバム
| 発売日        | タイトル                                  | 最高位 | 備考  |
| ------------- | ----------------------------------------- | ------ | ----- |
| 1995年3月15日 | LIVE ZEROS SYNC-ACROSS JAPAN TOUR '93-'94 | 4位    | （F） |
| 1995年3月15日 | LIVE ONES SYNC-ACROSS JAPAN TOUR '93-'94  | 5位    | （F） |

限定BOX
| 発売日        | タイトル                  | 最高位 | 備考  |
| ------------- | ------------------------- | ------ | ----- |
| 1999年6月23日 | SYNC-BEAT BOX 〜893Days〜 | 64位   | （F） |

### 参加作品
| 発売日         | タイトル                                                                         | 収録曲                                                                    |
| -------------- | -------------------------------------------------------------------------------- | ------------------------------------------------------------------------- |
| 1994年11月2日  | 『Snow Kiss…Ing 1～フォー・ラヴァーズ/二人で聴くスキー・ドライヴ・ミュージック』 | PALE BLUE RAIN                                                            |
| 1995年3月25日  | 『イルミネイティッドJ'sサウンド2』                                               | DRASTIC MERMAID (SUGAR BREEZE Re-SYNC STYLE)                              |
| 1995年12月1日  | 『Snow Kiss…ing 3～二人で聴くスキー・ドライヴ・ミュージック』                    | I SING EVERY SHINE FOR YOU                                                |
| 1995年12月1日  | 『Snow Kiss…ing 4～皆で聴くスキー・ドライヴ・ミュージック』                      | DECADE & XXX                                                              |
| 1999年10月21日 | 『J-POP 90'S COLLECTION』                                                        | NAKED DESIRE                                                              |
| 2006年9月20日  | 『d・collection -the best works of daisuke asakura-』                            | JEWELRY ANGEL EDGE                                                        |
| 2008年9月24日  | 『D.Gray-man COMPLETE BEST』                                                     | Doubt&Trust ～ダウト&トラスト～                                           |
| 2009年1月14日  | 『CODE GEASS COMPLETE BEST』                                                     | 瞳ノ翼                                                                    |
| 2011年4月27日  | 『HOLIDAY tunes ～うきうきモード』                                               | 夢を見たいから                                                            |
| 2014年12月10日 | 『元気が湧いてくるうた』                                                         | 夢を見たいから                                                            |
| 2013年3月13日  | 『TRF TRIBUTE ALBUM BEST』                                                       | CRAZY GONNA CRAZY                                                         |
| 2016年9月28日  | 『THE BEST WORKS OF DAISUKE ASAKURA quarter point』                              | MOONSHINE DANCE 瞳ノ翼 Doubt&Trust ～ダウト&トラスト～ Vertical Innocence |

## ライブ・イベント

### サポートメンバー
ギター
- 遠藤太郎（1992年）
- YUKI（1993年）
- 清水武仁（1994年、2002年〜2009年、2011年〜 ）
- 関堂圭吾（2007年）

ベース
- 堀尾淳（2002年〜2003年、2005年〜2007年）

ドラム
- 阿部薫（1992年、1994年）
- TAKE（1993年）
- 土肥晃（1994年）
- 大光亘（2002年〜2003年）
- 原治武（2005年〜2006年）
- 柴田尚（2007年〜2009年、2011年〜 ）

パーカッション
- 柳田謙二（2002年〜2005年）

キーボード
- 守尾崇（2008年〜2009年）

## 映像作品

### VHS
- FAST ACCESS LOOKING 4 REFLEXIONS（1993年3月20日）
- SECOND ACCESS LOOKING 4 REFLEXIONS II（1993年10月18日）
- LIVE REFLEXIONS ACCESS TO SECOND（1994年2月9日）
- LOOKING 4 REFLEXIONS III DELICATE PLANET（1994年6月2日）
- LOOKING 4 REFLEXIONS IV SEQUENCE MEDITATION（1994年12月19日）
- LIVE REFLEXIONS II SYNC-ACROSS JAPAN TOUR '94 DELICATE PLANET ARENA STYLE（1995年3月1日）
- COMPLETE REFLEXIONS（1996年1月1日）

### DVD
- LOOKING ALL THE REFLEXIONS（2002年5月22日）
- LIVE REFLEXIONS ACCESS TO SECOND（2002年5月22日）
- LIVE REFLEXIONS II SYNC-ACROSS JAPAN TOUR '94（2002年5月22日）
- access TOUR 2002 “CROSSBRIDGE” LIVE at TOKYO INTERNATIONAL FORUM（2002年8月21日）
- access LIVE SYNC-ACROSS 2002 “SUMMER STYLE” LIVE at NIPPON BUDOKAN（2003年3月19日）
- access 15th Anniversary DVD BOX（2008年3月26日）
- access 20th Anniversary Memories（2013年11月26日）
- access visual works 1992〜2007（2014年2月19日）

### Blu-ray / DVD
- access double decades + half 〜Live Anniversary BOX〜（2018年3月28日）
- access LIVE ARCHIVES BOX Vol.1（2019年6月26日）
- access LIVE ARCHIVES BOX Vol.2（2020年7月15日）

### Blu-ray
- 30th ANNIVERSARY MUSIC CLIPS COLLECTION BOX（2022年11月23日）

## 書籍
- TIME WAVE（1993年3月25日）
- access odyssey（1994年1月20日）
- TIME WAVE II〜HE HAS SILVER HEART〜（1994年6月25日）
- access SYNC-TRUTH（1994年10月15日）
- access PRECIUS FILE（1994年12月5日）
- access odyssey 2（1994年12月10日）
- access complate ETERNAL SYNC-BEAT（1995年9月30日）
- access odyssey 3（1995年12月20日）
- the scene of crossbridge（2002年3月31日）
- access TOUR 2002 CROSSBRIDGE THE DOCUMENT（2002年7月31日）
- Filin' GHOST（2003年4月21日）
- access 15th ANNIVERSARY BOOK（2007年11月23日）
- access 20th ANNIVERSARY BOOK AXS cluster（2013年2月14日）

## レギュラー出演番組
- accessにアクセス（文化放送：1994年7月4日〜12月29日）
- access NIGHT WAVE（TOKYO FM：2002年10月4日〜2003年3月30日）
- accessのブロードバンド！ニッポン（LFX mudigi：2005年10月3日〜2006年10月2日）
- accessのオールナイトニッポン動画（ニコニコチャンネル：2014年12月6日～2020年3月31日、Fanicon：2020年4月～2021年3月）

## タイアップ
| 楽曲                                 | タイアップ                                                                     |
| ------------------------------------ | ------------------------------------------------------------------------------ |
| HOT CRUISING NIGHT                   | ニッポン放送「伊集院光のOh!デカナイト」OPテーマ                                |
| NAKED DESIRE                         | フジテレビ系「上岡龍太郎にはダマされないぞ!」EDテーマ                          |
| NIGHT WAVE                           | ニッポン放送「伊集院光のOh!デカナイト」OPテーマ                                |
| TRY AGAIN                            | TBS系「実業団駅伝」EDテーマ                                                    |
| 夢を見たいから                       | フジテレビ系「たけし・逸見の平成教育委員会」EDテーマ                           |
| MISTY HEARTBREAK                     | テレビ東京系アニメ「ジャングルの王者ターちゃん♡」EDテーマ                      |
| SWEET SILENCE                        | フジテレビ系「なるほど!ザ・ワールド」EDテーマ                                  |
| Only the love survive                | 日本テレビ系「AX MUSIC FACTORY」AX POWER PLAY 日本テレビ系「ろみひー」EDテーマ |
| REAL AT NIGHT 〜眠れぬ夜の向こうに〜 | テレビ朝日系「内村プロデュース」EDテーマ                                       |
| 瞳ノ翼                               | TBS系アニメ「コードギアス 反逆のルルーシュ」stage24・25テーマ曲                |
| Doubt & Trust 〜ダウト&トラスト〜    | テレビ東京系アニメ「D.Gray-man」OPテーマ                                       |
| Dream Runner                         | ドラマ「ここはグリーン・ウッド〜青春男子寮日誌〜」OPテーマ                     |
| PARADISE                             | フジテレビ系ドラマ「結婚披露宴〜人生最悪の3時間〜」挿入歌                      |
| Bet 〜追憶のRoulette〜               | フジテレビ系「スキモノ」EDテーマ                                               |
| 24sync                               | テレビ朝日系「ワールドプロレスリング」EDテーマ                                 |
| Knock beautiful smile                | テレビ朝日系「musicる TV」EDテーマ                                             |
| arc jump’n to the sky                | テレビ東京系特撮テレビドラマ「ウルトラマンアーク」OPテーマ                     |